# Teaterns dag
Teaterns dag är en ideell förening i Malmö grundad år 2000. 
Föreningen Teaterns dag består av medlemmar från medverkande aktörer samt en styrelse med representanter från Bombina Bombast, Malmö Amatörteaterforum, Malmö Opera, Malmö Stadsteater, Moomsteatern, Skånes Dansteater, Teater 23 och ABF. 